# أسنان لاحقة
الأسنان اللاحقة وتسمى كذلك الأسنان التالية أو الأسنان البديلة (بالإنجليزية:succedaneous teeth)، هي الأسنان التي تقوم بإسقاط الأسنان اللبنية وتحل محلها، وعددها عشرين سن دائم بعدد الأسنان اللبنية، أما الأسنان الدائمة التي تظهر بدون إسقاط سن لبني فهي لا تنتمي إلى هذا التصنيف.

## عدد الأسنان اللاحقة
ليست جميع الأسنان الدائمة هي أسنان لاحقة فعدد الأسنان الدائمة هو 32 سن، منها 20 سن لاحق فقط حيث يتم استبدال الثنيات اللبنية بثنيات دائمة، وكذلك الحال مع الرباعيات والأنياب، أما الطواحن اللبنية فيتم إستبدالها بالضواحك الدائمة، لأن الأسنان اللبنية لا تحتوي على ضواحك فتكون الطواحن اللبنية في مكان الضواحك الدائمة، في حين أن مكان الطواحن الدائمة يكون خالياً، فتبزغ بدون إسقاط أي سن لبني ولذلك فالطواحن الدائمة لا تصنف ضمن الأسنان اللاحقة.

## آلية الاستبدال
فيما يلي وقت وآلية الاستبدال:
| . | السن اللبني    | السن الدائم    | وقت الاستبدال |
| - | -------------- | -------------- | ------------- |
| 1 | ثنية لبنية     | ثنية دائمة     | 7 - 8 سنة     |
| 2 | رباعية لبنية   | رباعية دائمة   | 8 - 9 سنة     |
| 3 | ناب لبني       | ناب دائم       | 11 - 12 سنة   |
| 4 | طاحن أول لبني  | ضاحك أول دائم  | 10 - 11 سنة   |
| 5 | طاحن ثاني لبني | ضاحك ثاني دائم | 10 - 12 سنة   |